# ポンソンビー規則
ポンソンビー規則（英: Ponsonby Rule）は、条約の批准時に、イギリス政府が公式の行為によって同意を表明する条約について、議会の両院で少なくとも21日間議会討議資料としての提示が行われることを定める議会慣習である。2010年11月11日、2010年憲法改革及び統治法の第2章が開始決定により発効したことにより、条約の批准に先立つ議会による審議が法定事項として定められ、また下院の決議に反する条約の批准を違法と定めることで、同規則は事実上廃止された。

## 概要
外務・英連邦省によれば、ポンソンビー規則は19世紀末頃から、政府が発効済みの条約を議会に提示する際の慣習として定着していた。また、その起源は1924年4月1日、ローザンヌ条約案の第2次黙読討論会において、アーサー・ポンソンビー（マクドナルド第一次労働党内閣で外務政務次官を担当、後にシュールブリードのポンソンビー男爵に叙される）が行った声明にあるとされている。
原文
It is the intention of His Majesty's Government to lay on the table of both Houses of Parliament every treaty, when signed, for a period of 21 days, after which the treaty will be ratified and published and circulated in the Treaty Series. In the case of important treaties, the Government will, of course, take an opportunity of submitting them to the House for discussion within this period. But, as the Government cannot take upon itself to decide what may be considered important or unimportant, if there is a formal demand for discussion forwarded through the usual channels from the Opposition or any other party, time will be found for the discussion of the Treaty in question.
抄訳
英国政府は、署名後の条約について、議会の上下両院に21日間提示し、その後に批准、条文の発行を行い、条約集として配布する用意がある。 重要な条約についても、無論、政府は議会にこれを提示して同期間中に審議いただく心積もりである。ただし、政府の独断で条約の重要性の有無を決めることは致しかねるため、従来の経路を通じて野党又はその他の党から公式に審議の要請があった場合は、当該条約について審議に臨むのは政府としてやぶさかではない。
同規則は後続のボールドウィン内閣で一旦廃止されたが、1929年に再開され、その後2010年の実効的廃止に至るまで、歴代内閣に引き継がれ、長く英国の議会慣習として受け継がれてきた。